# Rain (Elveția)
Rain este o comunitate politică cu 2290 de locuitori situată în cantonul Lucerna, Elveția.